# Бодор, Адам
Адам Бодор (венг. Bodor Ádám, 22 февраля 1936, Коложвар) — венгерский писатель.

## Биография
Родился в Трансильвании, в семье банковского служащего. Принадлежал к венгерскому меньшинству в Румынии. Учился в реформатской школе. В 1952 был обвинен в преступлениях против государства (распространял листовки), провел два года в тюрьме. После освобождения года работал на фабрике. Окончил факультет теологии Клужского университета, но священником не стал, служил в церковном архиве, в первой половине 1960-х работал переводчиком.
Первый рассказ и книгу рассказов опубликовал в 1965. Стал членом Союза писателей Румынии. В 1982 переехал в Венгрию, поселился в Будапеште. Работал в издательстве. Широкую известность ему принесла гротескно-фантастическая повесть «Зона Синистра» (1992), переведенная на многие языки. Ряд произведений писателя экранизированы.

## Избранные произведения
- 1969 A tanú/ Свидетель (новеллы)
- 1974 Plusz-mínusz egy nap/ Плюс-минус один день (цикл рассказов)
- 1978 Megérkezés északra/ Ничего не произошло (новеллы)
- 1981 A Zangezur hegység/ Зангезурские горы (новеллы)
- 1985 Az Eufrátesz Babilonnál/ Евфрат в Вавилоне (новеллы)
- 1991 Sinistra körzet/ Округ Синистра (главы из романа)
- 1994 A részleg/ Отдел (роман, экранизирован Петером Готаром, 1995)
- 1999 Az érsek látogatása/ Приезд архиепископа (роман, экранизирован Золтаном Камонди, 2007)

## Признание
Премии Аттилы Йожефа (1986), Тибора Дери (1989, 1992), Лайоша Кошута (2003) и другие награды. Книгу Бодора Плюс-минус один день экранизировал Золтан Фабри.

## Публикации на русском языке
- Музей природных редкостей, округ Синистра// Иностранная литература, 1993, № 9.
- Зона Синистра. М.: Языки славянской культуры, 2004